# New Brighton, Minnesota
New Brighton är en stad (city) i Ramsey County i delstaten Minnesota i USA. Staden hade 23 454 invånare, på en yta av 18,35 km² (2020). Den är en del av storstadsområdet Minneapolis-Saint Paul.